# Apología de Sócrates (Jenofonte)
La Apología de Sócrates (cuyo nombre completo es Apología de Sócrates al jurado) es una obra escrita por el historiador y filósofo griego Jenofonte. En ella se trata de aclarar algunos aspectos sobre el juicio y muerte de Sócrates, maestro de Platón y considerado por algunos como el más grande filósofo de la historia de la filosofía universal y por otros como uno de los más grandes. En ella, el propio Jenofonte explica qué contenido se propuso abarcar a la hora de escribirla de forma muy exacta y precisa:

Pero yo no me he esforzado en contar todo lo que se dijo en el proceso, sino que me ha bastado con mostrar que Sócrates estimaba por encima de todo dejar claro que, con relación a los dioses no había sido impío ni, con relación a los hombres, injusto. No creía, además, que debiera suplicar el no morir, sino que incluso consideraba que era el momento oportuno para concluir su vida.
Jenofonte

Esta aclaración, que hace, viene a ser un resumen de todo el contenido de la obra. 
Los especialistas creen que la interpretación del juicio efectuada por Jenofonte fue escrita como respuesta a la reacción literaria en general que siguió al hecho, cuando las figuras públicas y los artistas utilizaron el tema del juicio de Sócrates para exponer sus puntos de vista respecto a su culpabilidad.

## Contenido
La parte principal del texto es un rechazo directo, golpe tras golpe, al ataque sobre la persona de Sócrates realizado por uno de sus opositores. El documento indica claramente los cargos que Anito presentó contra Sócrates y debido a ello suele compararse con la versión de Platón. Al momento de producirse el juicio, Jenofonte se encontraba acompañando a la expedición de los Diez Mil, así que no presencio el Juicio. Por lo que recaba la mayoría de la información en la que se basa esta obra; de Hermógenes, que fue uno de los más fieles discípulos de Sócrates, testigo de lo sucedido, y según el testimonio de Platón en el Fedón (52b),  uno de los pocos discípulos que presenciaron la muerte de Sócrates.
Tanto la obra de Platón como la Apología de Sócrates de Jenofonte (pese a ser referida por una segunda persona) son los únicos relatos supervivientes de "testigos" del juicio de Sócrates. Su valor histórico, incluso aceptando cierta parcialidad en el texto, puede hallarse en esta escasez de documentación.
En cuanto a la defensa que da Sócrates ante el jurado, como se le está juzgando por corromper a los jóvenes, por introducir otras divinidades nuevas y por no reconocer las de la ciudad, Sócrates trata de demostrar que todo esto es mentira. A aquello de que está corrompiendo a los jóvenes, responde que es falso, porque en realidad lo que hace es enseñarles cuantas cosas buenas pueda, aunque esto vaya en contra de lo que dicen sus padres, porque deben escuchar al sabio para estos asuntos (ya que Sócrates está reconocido por muchos como el mejor para la educación), como se escucha al estratega para la guerra, antes que al padre. Y recalca también, que le resulta extraño que juzguen y quieran castigar al educador, por hacer su función, educar. En cuanto a que no reconoce las divinidades de la ciudad responde que todo el que quiso, pudo verle en los altares públicos y en las fiestas de la ciudad haciendo sacrificios. Y, finalmente, responde a la acusación de que introduce divinidades nuevas:
«¿Cómo podría yo introducirlas por decir que una voz divina se me manifiesta para indicarme lo que hay que hacer? [...] Por otro lado, que la divinidad sabe de antemano lo que va a suceder y que lo anuncia con señales a quien quiere, tal como yo lo lo digo, lo dicen también todos y lo creen. Pero mientras estos llaman, augurios, voces, coincidencias y adivinos a los que les anuncian las señales, yo lo llamo genio divino y pienso que al llamarlo así, me expreso de manera más veraz y piadosa que los que atribuyen a las aves el poder de los dioses».
Por otro lado, lo que distingue versión sobre la muerte de Sócrates de Jenofonte de la de Platón, es principalmente que la visión Platónica tiene más mensaje filosófico. En ella Platón, pone como causa principal de que Sócrates se resigne a morir con total serenidad, su visión sobre la muerte, que según él, es una especie de Paraíso, al que solo van las almas justas y buenas, y como Sócrates no ha cometido injusticia, será mejor para él morir siendo justo que vivir siendo injusto, y en la obra platónica se recalca especialmente, la famosa frase "es mejor ser víctima de injusticia, que injusto". Por lo que Platón, trata de mandar un mensaje de raíz filosófica, con sus escritos sobre la muerte de Sócrates.
Pero sin embargo, Jenofonte, como historiador, parece ser más objetivo y centrarse más en la historia. En la apología de Jenofonte, se recorren una serie de diálogos breves entre Sócrates y Hermógenes, en los que se detallan varios motivos que condujeron a Sócrates a no querer preparar su defensa ni a esforzarse por convencer a los jueces de su inocencia. La divinidad tiene un papel muy importante en esta decisión, Sócrates cree fervientemente en ella y según dice, ha anunciado a muchos amigos suyos las advertencias de la divinidad y jamás se ha equivocado. Dice también, Sócrates, que se planteó preparar su defensa pero que la divinidad se le opuso, y como cree que la divinidad sabe de antemano lo que va a suceder porque manda advertencias, lo mejor para él es que muera de esa forma y la explicación que da a Hermógenes, cuando este se muestra confuso ante esto, es que de no ser así moriría afligido por las enfermedades de la vejez y además que esa forma de morir, es la menos embarazosa y la que crea mayor sentimiento de añoranza, en sus amigos. Y por último, también dice:
«Elegiré morir, antes que seguir viviendo sin libertad, suplicando ganar una vida mucho peor en vez de la muerte».

## Conclusión
La conclusión que se saca de todo esto, es que, según esta apología de Jenofonte, Sócrates, debido a las peticiones de la divinidad que interpreta racionalmente, decide que la mejor forma de morir es de esa forma, condenado a muerte de forma injusta, porque de lo contrario viviría una vida sin libertad, que sería peor que la propia muerte; acabaría muriendo entre los sufrimientos que causan las enfermedades de la vejez y porque esa forma de morir, es la menos embarazosa y la que crea mayor sentimiento de añoranza entre sus amigos.

## Curiosidad
Sócrates había afirmado anteriormente ser capaz de percibir señales de los dioses y presagiar sucesos futuros. Al final de la apología, se nos cuenta que hizo un presagio antes de morir. Dijo que el hijo de Ánito, (Anito uno de sus acusadores) no ocuparía la profesión servil que su padre tenía preparada para él, sino que caería en alguna pasión y llegaría lejos en la carrera del vicio, porque tenía un espíritu fuerte. Y Jenofonte confirma posteriormente que la profecía se cumple, cuando dice que aquel no deja de beber ni de noche ni de día y que ya no sirve a su ciudad ni se sirve a sí mismo. Lo que ha provocado que Ánito, incluso después de muerto, sufriera todavía de mala reputación.

## Apunte
Además de la apología de Jenofonte, se conocen otras escritas por Lisias, Platón, Teodectes de Faselis, Demetrio de Falero, Plutarco y Libanio. Jenofonte debió componer la suya entre el 394 y 387 a. C., después de la de Lisias y probablemente antes que la de Platón.

## Citas
1. ↑  Jenofonte. Apología de Sócrates. Frag: 22.
2. ↑  Jenofonte. Apología de Sócrates. Frag: 12-14.
3. ↑  Jenofonte. Apología de Sócrates. Frag: 9.